# Хавайски цветарници
Хавайските цветарници са извънсистемна група дребни птици от семейство Чинкови (Fringillidae).
Тя включва няколко рода, ендемични за Хавайските острови, като отделните видове имат разнородна морфология в резултат на адаптивна радиация в ограничената екосистема на архипелага. В по-стари класификации групата е класифицирана като отделно семейство Drepanididae, подсемейство Drepanidinae или триб Drepanidini, но днес тя се смята за парафилетична и обхваща част от родовете в подсемейство Carduelinae:
- Akialoa
- Chloridops
- Chlorodrepanis
- Ciridops
- Drepanis
- Dysmorodre
- Hemignathus
- Himatione
- Loxioides
- Loxops
- Magumma – Хавайски сърпоклюнки аняняу
- Melamprosops
- Oreomystis
- Orthiospiza
- Palmeria – Качулати хавайски цветарници
- Paroreomyza
- Pseudonestor – Кукоклюни хавайски чинки
- Psittirostra
- Rhodacanthis
- Telespiza
- Vangulifer
- Viridonia